# Aiphanes chiribogensis
Aiphanes chiribogensis Borchs. & Balslev es una especie de plantas de la familia de las palmeras (Arecaceae).

## Distribución y hábitat
Es endémica de Ecuador. Su hábitat natural son las regiones tropicales o subtropicales húmedas de tierras bajas y los bosques subtropicales y tropicales húmedos de montaña. Está tratada en peligro de extinción por la pérdida de hábitat.
Es una palmera endémica de Ecuador, donde se sabe de al menos siete subpoblaciones distribuidas de las tierras bajas costeras a casi 2000 m de altitud.  La mayoría de los registros son de los alrededores de Chiriboga, en el bosque andino de la vertiente occidental de la provincia de Pichincha.  Poblaciones aisladas se producen en 47 km a lo largo de la carretera Lita-San Lorenzo en la provincia de Esmeraldas y en la provincia de Azuay.  No sabe que se produzcan en el Ecuador de la red de áreas protegidas, sino que debe ser buscado en los hábitats adecuados de la Reserva Ecológica Cotacachi-Cayapas.  En 1997, la UICN clasificó esta especie como "rara".

## Taxonomía
Aiphanes chiribogensis fue descrito por Borchs. & Balslev  y publicado en Nordic Journal of Botany 9(4): 386, f. 2. 1989[1990]
Etimología
Aiphanes: nombre genérico que está formado por los vocablos griegos aei, "siempre", y phanes, "vistoso".
chiribogensis: epíteto geográfico que alude a su localización en Chiriboga.